# Claire Chazal

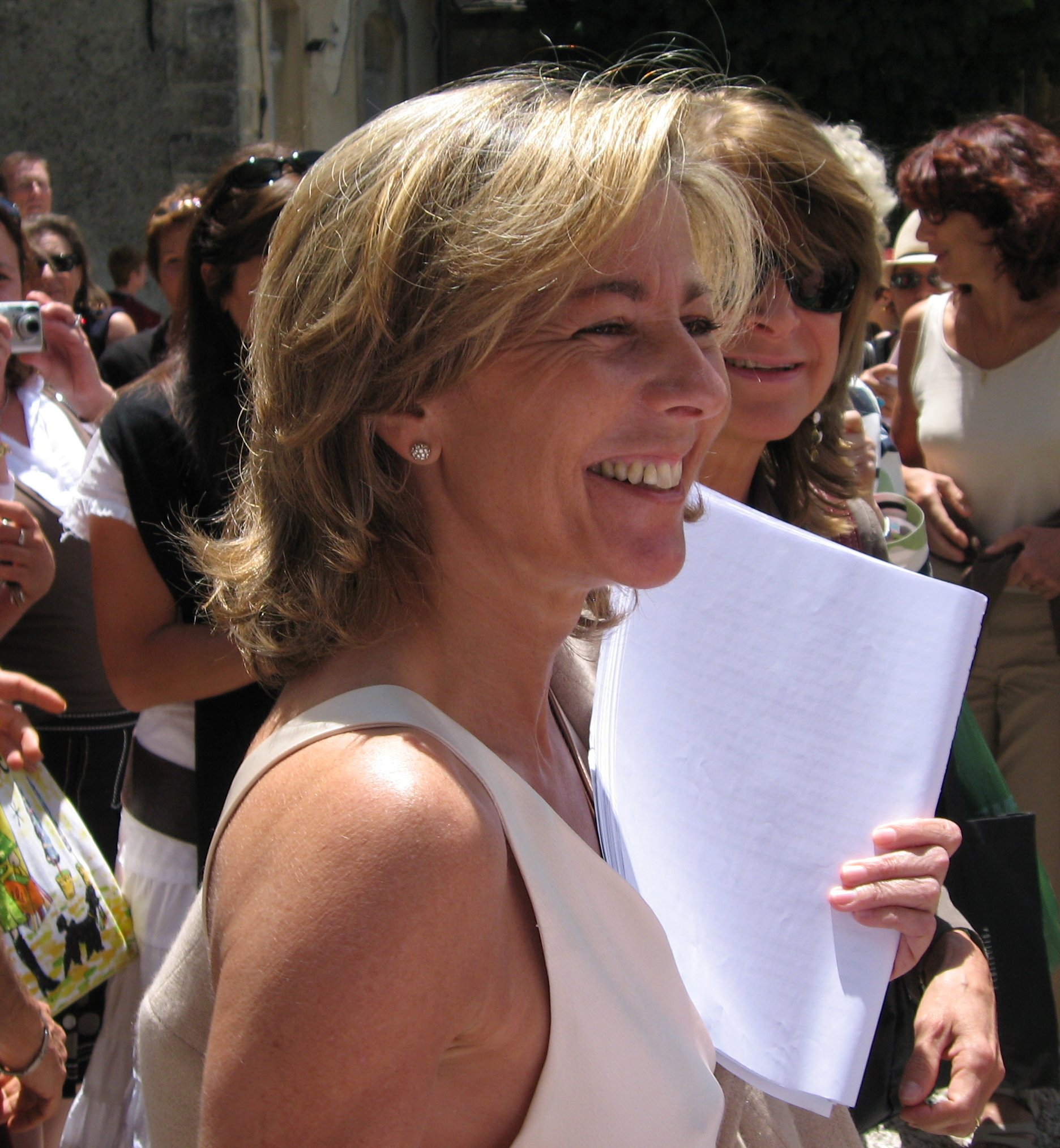
Claire Chazal in 2008

Claire Chazal (Thiers, 1 december 1956) is een Frans journaliste en nieuwslezeres.
Chazal groeide op in haar geboortestad in Auvergne als dochter van een hoge ambtenaar en een middelbareschooldocente. Ze behaalde een DEA (vergelijkbaar met een propedeuse) economie in Parijs, afgestudeerd aan HEC Paris en probeerde in 1978 aangenomen te worden aan de École nationale d'administration (ENA), waarvoor ze echter werd afgewezen. Vanaf 1980 begon ze met journalistiek, eerst voor de radio en de geschreven pers, en vanaf 1988 voor de televisie. Tot 1991 werd ze economisch verslaggever voor Antenne 2. In dat jaar werd ze aangenomen als presentatrice voor het 13:00 en het achtuurjournaal van TF1. In 1997 volgde haar benoeming tot hoofdredactrice van dat journaal en in 2006 werd ze adjunct-directrice actualiteiten van de zender.
In januari 2004 werd zij door de Franse overheid onderscheiden met een benoeming in het Legioen van Eer.
- Bibliothèque nationale de France: cb123112468 (data)
- CiNii: DA07832839
- Gemeinsame Normdatei: 120263642X
- International Standard Name Identifier: 0000 0000 3138 6840
- Library of Congress Control Number: n93068146
- Nationale Bibliotheek van Israël: 987007376211905171
- Nederlandse Thesaurus van Auteursnamen: 074116819
- Réseau des bibliothèques de Suisse occidentale: 02-A003099197
- Système universitaire de documentation: 032000413
- Virtual International Authority File: 49292459
- WorldCat: E39PBJfcJjHK9gYb4YcMFkRHYP